# Norton NRS 588
Die Norton NRS 588 war ein Rennmotorrad von Norton mit Zweischeiben-Wankelmotor, das 1992 bei der Isle of Man TT eingesetzt wurde. Steve Hislop gewann damit die Senior-TT, der erste und bislang einzige Sieg eines Rennmotorrads mit Wankelmotor auf dem Snaefell Mountain Course.

## Geschichte und Technik
Die Entwicklung der Norton NRS 588 geht zurück auf den luftgekühlten Zweischeiben-Wankelmotor der 1983 entwickelten Norton Interpol 2 (P 41). Die Rechte an der Konstruktion gingen 1987 an den Unternehmer Philipp Le Roux, der 1988 auch eine wassergekühlte Variante entwickeln ließ. 1988 erschien die unverkleidete und luftgekühlte Norton Rotary (P 43) mit 79 PS. 1990 war die  Norton Commander (P 52) mit Vollverkleidung und Wasserkühlung, sowie die Sportversion Norton F1 (P 55) mit 95 PS lieferbar. Parallel wurde der Prototyp eines Rennmotorrads auf Basis dieses Motors entwickelt.
Der Zweischeiben-Wankelmotor wurde über zwei Keihin-Vergaser mit Kraftstoff versorgt. Bei einer Verdichtung von 9,2 : 1 und einer Verlustschmierung von 1 : 40 erreichte der Rennmotor durch höhere Drehzahl mehr Leistung als der Motor der F1. Der aus Aluminium bestehende Motorradrahmen des Prototyps wurde von Spondon Engineering entwickelt. 1991 wurde er wegen Fahrwerksunruhen gegen einen Rahmen von Harris ausgetauscht. Die Teleskopgabel lieferte White-Power, die Bremsanlage mit zwei Scheibenbremsen am Vorderrad und einer am Hinterrad kam von EBC Brakes. Das Rennmotorrad rollte auf Reifen der Größe 12/60–17 (vorne) und 18/67–17 (hinten).

## Rennen und Erfolge
Eine Norton F1 wurde erstmals 1988 bei nationalen Meisterschaften im Donington Park eingesetzt. 1990 gewann Robert Dunlop das Superbike-Rennen beim North West 200 auf einer von John Player gesponserten Norton RCW 588. 1991 entstand ein Werksteam unter der Bezeichnung Norton Racing Services mit Ron Haslam als Fahrer und einer Weiterentwicklung der F1. 1992 wurde die überarbeitete Version als Norton NRS 588 mit dem Fahrer Steve Hislop erfolgreich für das Rennen der Senior-Klasse zur Isle of Man TT eingesetzt, der erste und bislang einzige Erfolg mit einem Wankelmotor.